# Vanden Plas (carrocerías)
Vanden Plas es el nombre de una empresa británica de origen belga fundada en 1870 que produjo carrocerías personalizadas para fabricantes de automóviles de alto nivel. En su última etapa, el nombre se convirtió en una designación de los modelos de lujo de alta gama de las compañías subsidiarias de British Leyland y de Rover. El nombre fue utilizado por última vez en 2009 para denominar la versión de lujo superior del Jaguar XJ (X350).

## Bélgica e Inglaterra

### Carrocería por lotes y a medida
El negocio comenzó en 1870 en Bruselas, Bélgica, primero fabricando ejes y luego produciendo carruajes tirados por caballos. Fue fundada por Guillaume van den Plas, un herrero, y sus tres hijos, Antoine, Henri y Willy, quienes más tarde abrieron una sucursal en París. En 1884 se trasladaron de Bruselas a Amberes. Con el aumento del negocio, abrieron una sucursal en Bruselas nuevamente en 1890. En 1900 trabajaban carrozando chasis de los fabricantes De Dion Bouton, Berlier, Germain y Packard. En 1908, Carrosserie Van den Plas tenía una fuerza laboral de 400 empleados que producían 300 carrocerías especiales al año, y su plantilla pronto aumentó a más de 750 trabajadores. La sucursal francesa cesó la producción en 1934, mientras que el negocio belga estuvo activo hasta 1949.
El nombre del carrocero apareció por primera vez en el Reino Unido en 1906, cuando se importaron coches de la marca Métallurgique con carrocerías Van den Plas. La primera empresa vinculada a Vanden Plas en Inglaterra fue creada en 1913 por Warwick Wright (posteriormente distribuidores de Peugeot), construyendo carrocerías bajo licencia de Carrosserie Van den Plas Bélgica.

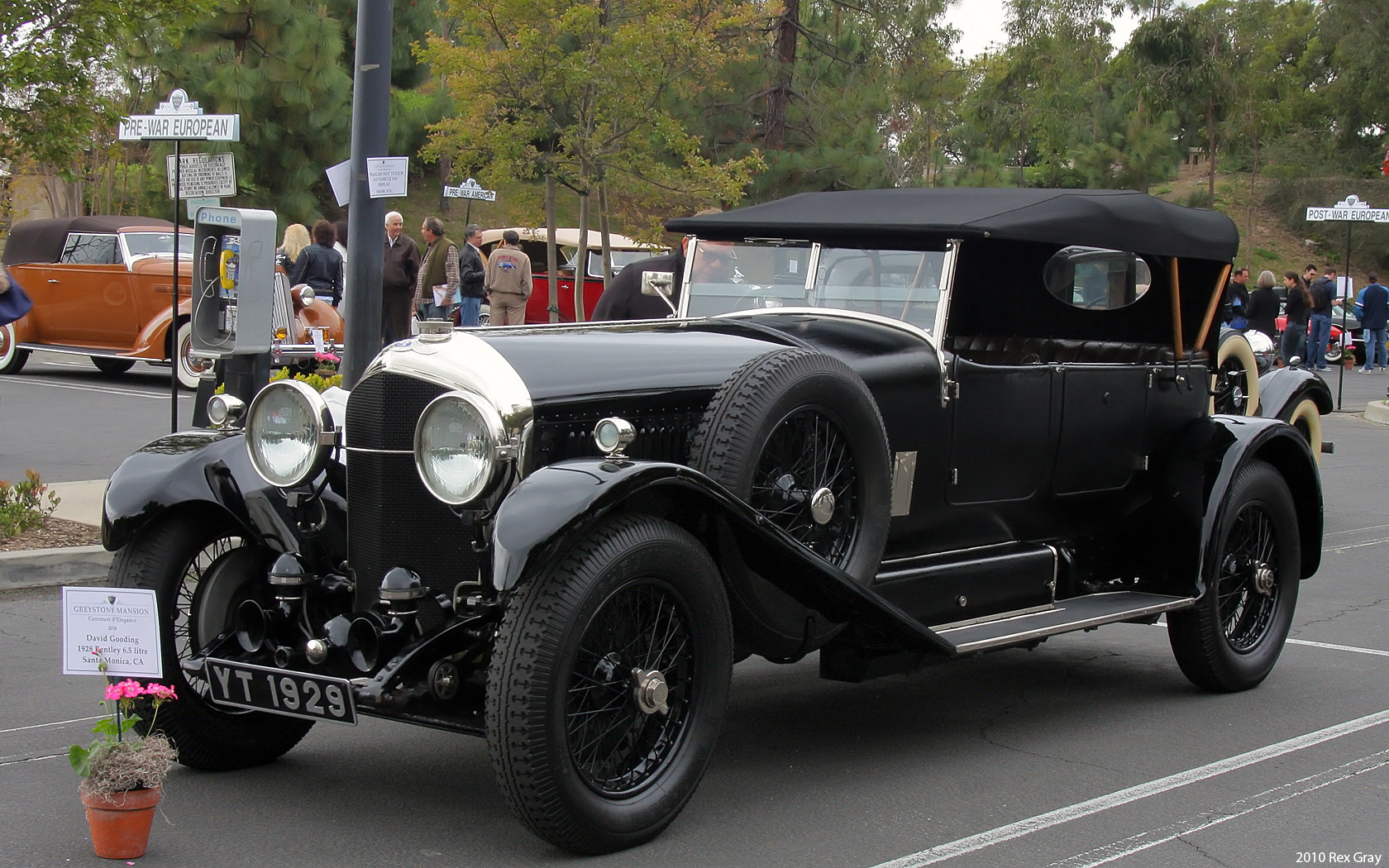
Bentley 6½ litros carrozado por Vanden Plas (1928)

Durante la Primera Guerra Mundial, la actividad industrial del Reino Unido se centró en la producción de aviones, y The Aircraft Manufacturing Company, que tenía su sede en Hendon, cerca de Londres, compró el negocio de Vanden Plas en el Reino Unido. En 1917 se refundó la compañía con el nombre de Vanden Plas (1917) Ltd. Sin embargo, el negocio de la construcción de carrocerías entró en una profunda crisis después de la guerra, y en 1922 la empresa entró en quiebra. Los derechos exclusivos del nombre en el Reino Unido debieron perderse, porque a principios de la década de 1920 la firma belga estaba exhibiendo sus productos en el Salón del Automóvil de Londres a la vez que la empresa británica. En 1923 los derechos del nombre y el fondo de comercio fueron adquiridos por los hermanos Fox, quienes constituyeron Vanden Plas (England) 1923 Limited. Trasladaron el negocio desde Hendon a Kingsbury, y comenzaron a trabajar basándose en los contactos que se habían hecho anteriormente con Bentley. Entre 1924 y 1931, cuando Bentley se encontraba al borde de la quiebra, Vanden Plas había construido las carrocerías de más de 700 de sus chasis.
En la década de 1930, la empresa se volvió menos dependiente de un único fabricante de automóviles, y suministró carrocerías a Alvis, Armstrong Siddeley, Bentley, Daimler, Lagonda, Rolls-Royce y Talbot. La empresa también actualizó sus métodos de producción y se dedicó a fabricar pequeños lotes de carrocerías parecidas entre sí. Con el estallido de la Segunda Guerra Mundial en 1939, la producción de carrocerías se detuvo, y la empresa volvió al trabajo aeronáutico, fabricando el armazón de madera para el de Havilland DH.98 Mosquito, uno de los aviones más exitosos de la época. Después de la guerra, la compañía continuó su asociación con de Havilland Aircraft Company y fabricó piezas para el caza a reacción Vampire.

### Limusinas de producción en serie

#### Princess

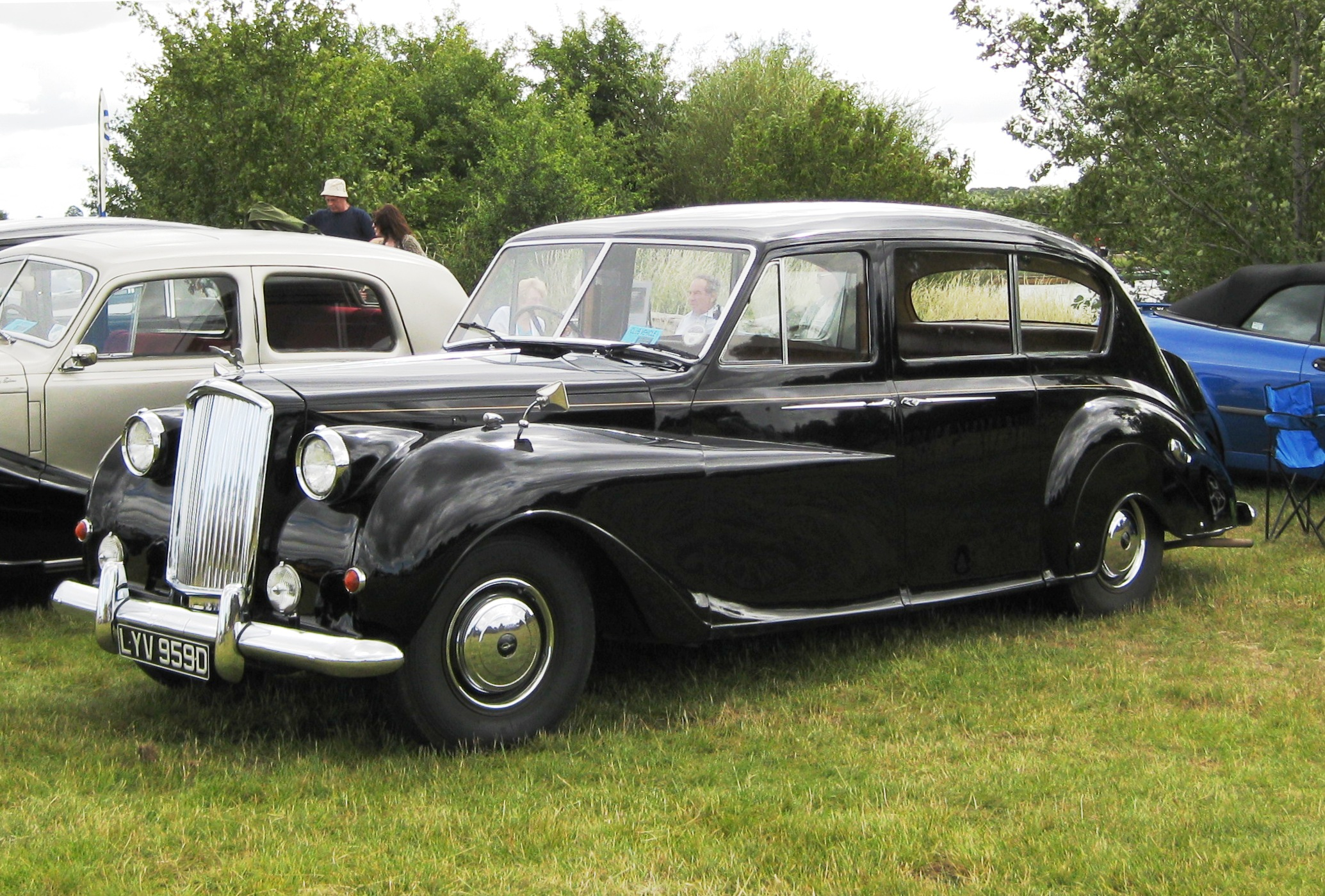
Vanden Plas Princess limusina (1966)

Con la paz en 1945, la compañía buscó reiniciar su antiguo negocio en cuanto apareciese un nuevo cliente. Austin quería comercializar una versión con chófer de su gran automóvil de lujo A110 Sheerline con un motor de 4 litros y un tamaño similar a un Rolls-Royce, y se puso en contacto con Vanden Plas (que finalmente acabaría convirtiéndose en una subsidiaria de Austin Motor Company en 1946) y produjo el modelo A120 Princess de Austin sobre el chasis del Austin Sheerline.
A partir de 1958, la compañía comenzó a involucrarse en el ensamblaje del chasis y Austin, convertida entonces en la BMC, reconoció a Vanden Plas como un fabricante de motores por derecho propio al eliminar a Austin del nombre y así permitir a los distribuidores de Nuffield vender el Princess. En 1960, el Princess se convirtió en el Princess Vanden Plas.

#### Daimler DS 420

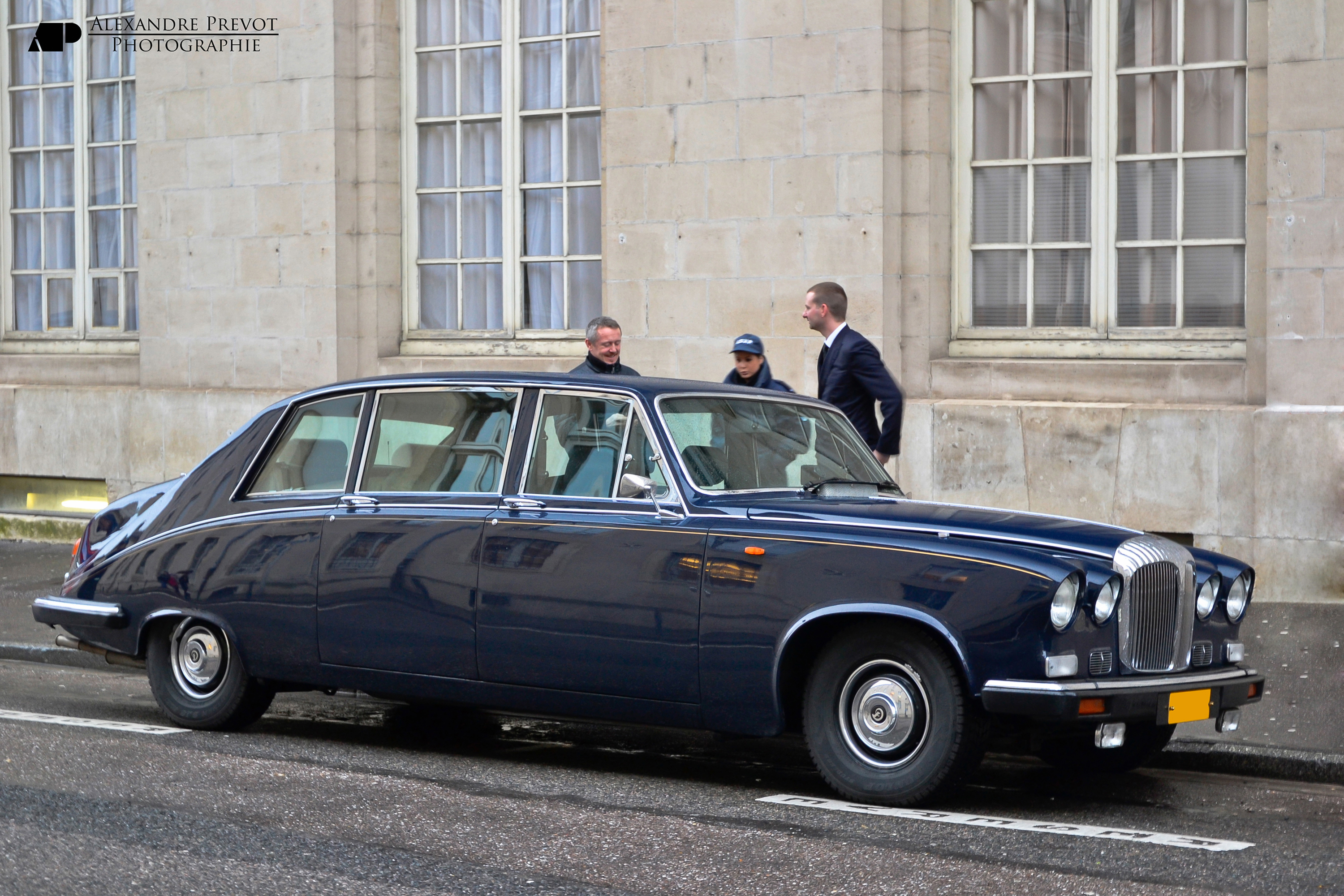
Daimler DS420 carrozado por Vanden Plas

Austin se unió en BMC con Jaguar, que a su vez incorporó a Daimler como subsidiaria (Jaguar había adquirido Daimler en 1960). La producción de limusinas Princess terminó en 1968, cuando fueron reemplazadas por las limusinas Daimler DS420 construidas por Vanden Plas sobre la plataforma del Jaguar Mark X alargada. El modelo DS420 se produjo en la fábrica de Kingsbury Lane de Vanden Plas hasta que se cerró en noviembre de 1979.
El consejo de administración de la sociedad de cartera de British Leyland decidió en 1967 que no había fondos suficientes en el presupuesto de publicidad del grupo para hacer frente a la comercialización en América del Norte de las marcas Daimler y Jaguar. Esta decisión se cambió más tarde, pero la denominación Vanden Plas pasó a usarse en América del Norte en lugar de Daimler en los modelos de lujo más importantes de Jaguar. La propiedad del nombre Vanden Plas se quedó con el Rover Group, por lo que cuando se vendió Rover, Jaguar se vio obligado a dejar de usar la denominación Vanden Plas en el Reino Unido, aunque continuó haciéndolo en los Estados Unidos. Con este complejo reparto de derechos, en el Reino Unido un Daimler Double-Six Vanden Plas pasó a ser simplemente un Daimler Double-Six.

## Ingeniería de marcas
En 1957, Leonard Lord (presidente de BMC) solicitó a Vanden Plas que agregara accesorios de lujo a un lote de vehículos Austin A105 Westminster, comenzando la práctica de utilizar el nombre de la compañía para denominar a las versiones de lujo diseñadas (y modificadas) de muchos de los modelos de BMC (y posteriormente de British Leyland (BL)), como en el caso de los Austin 1100/1300 y de los Austin Allegro (conocidos como Vanden Plas 1500, 1.5 & 1.7 de 1975 a 1980). Los talleres de Vanden Plas en el norte de Londres cerraron en 1979 y la marca se trasladó a Abingdon.
De 1982 a 1989, Austin Rover fabricó modelos Vanden Plas de alta gama dentro de sus gamas Metro, Maestro, Montego, y Rover SD1 y SD3.
El nombre también se ha usado en América del Norte en automóviles Jaguar con la marca Daimler, así como en otros mercados entre 1984 y 2008.

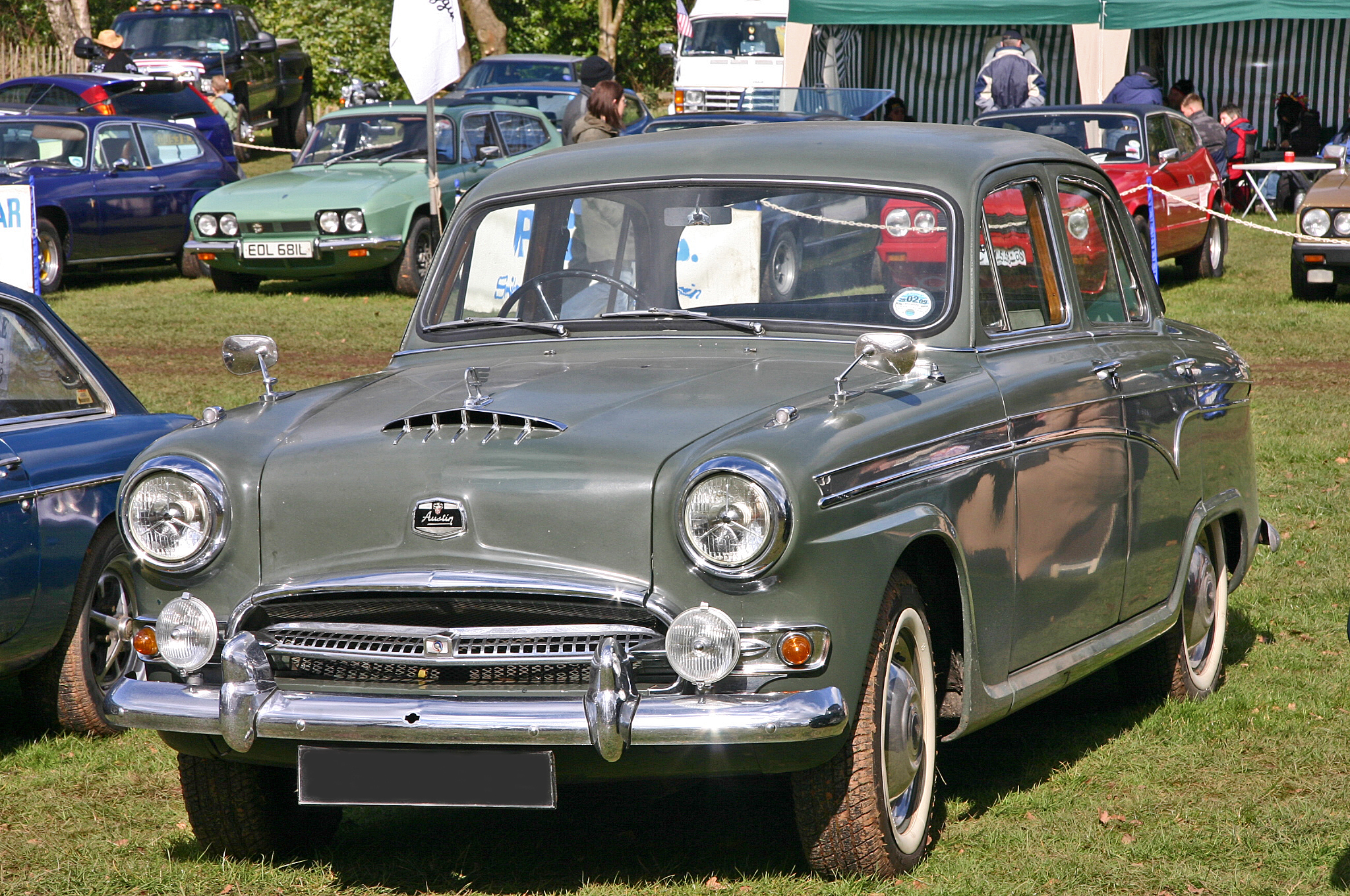
Austin A105 por Vanden Plas (1959)
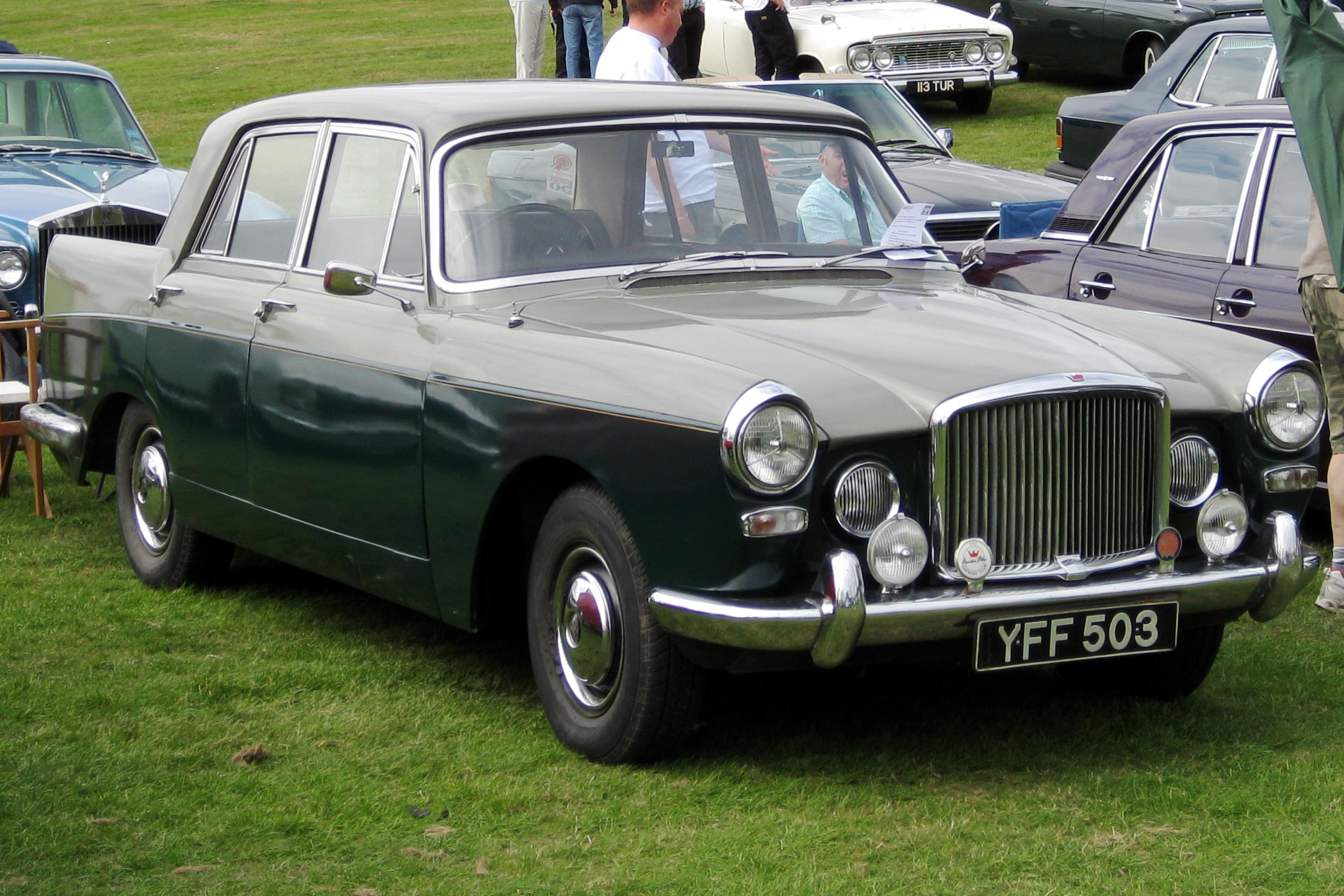
Vanden Plas Princess 3-litros (1961)
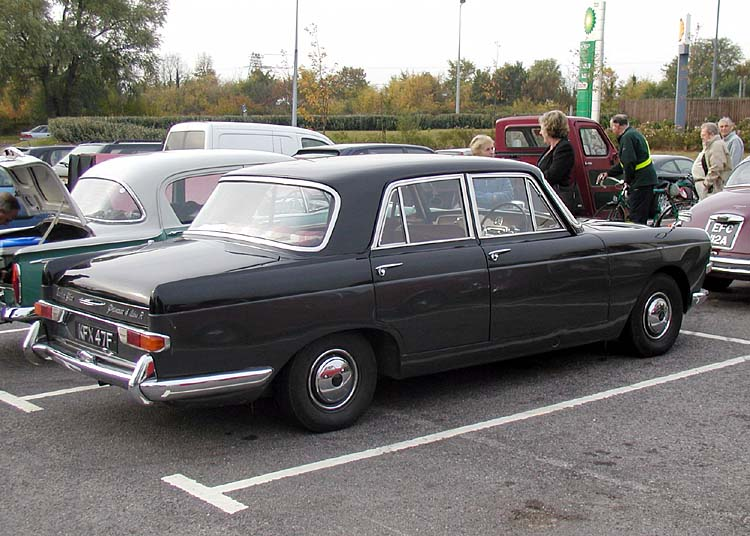
Vanden Plas Princess 4-Litros R (1967)
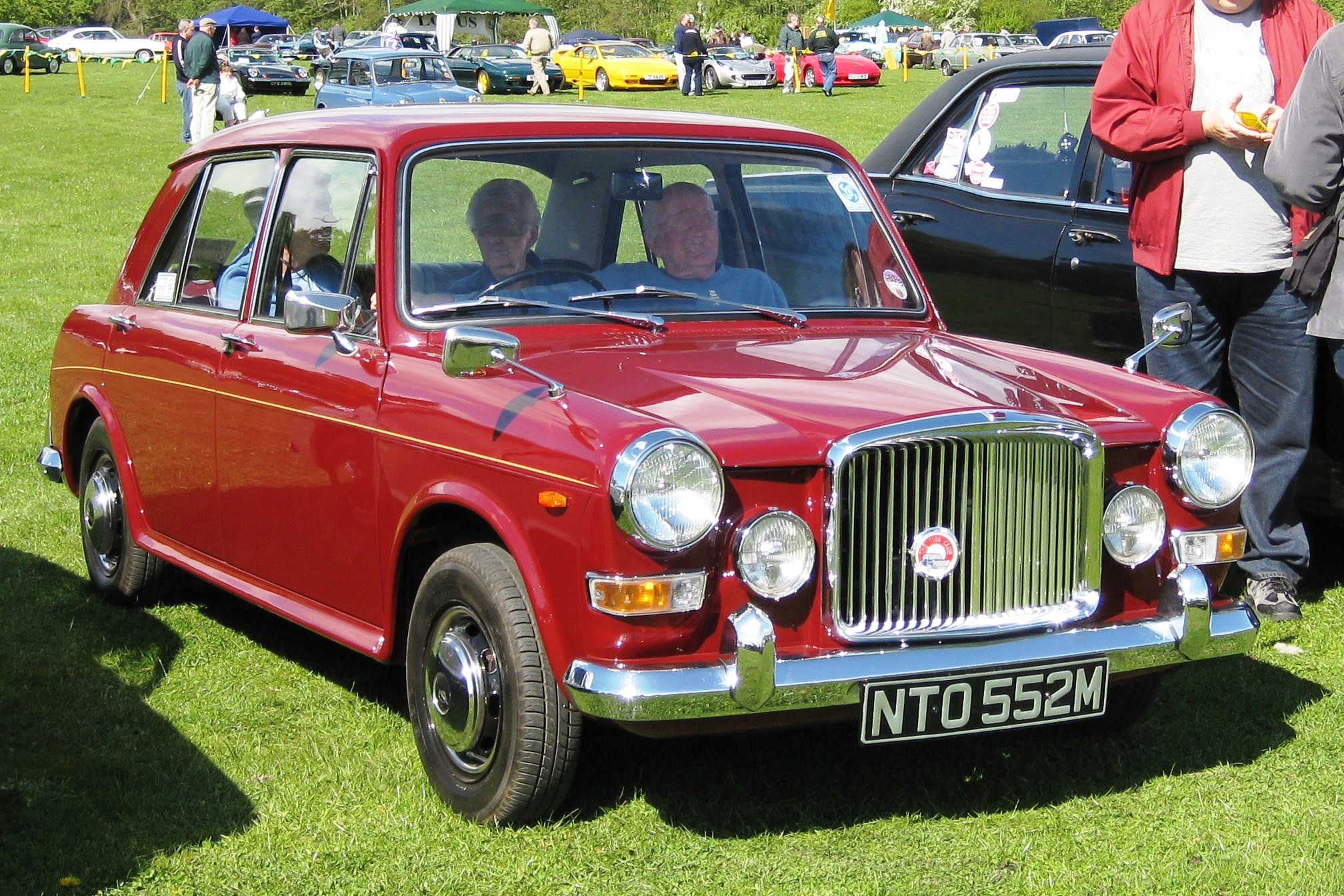
Vanden Plas Princess 1300 (1973)
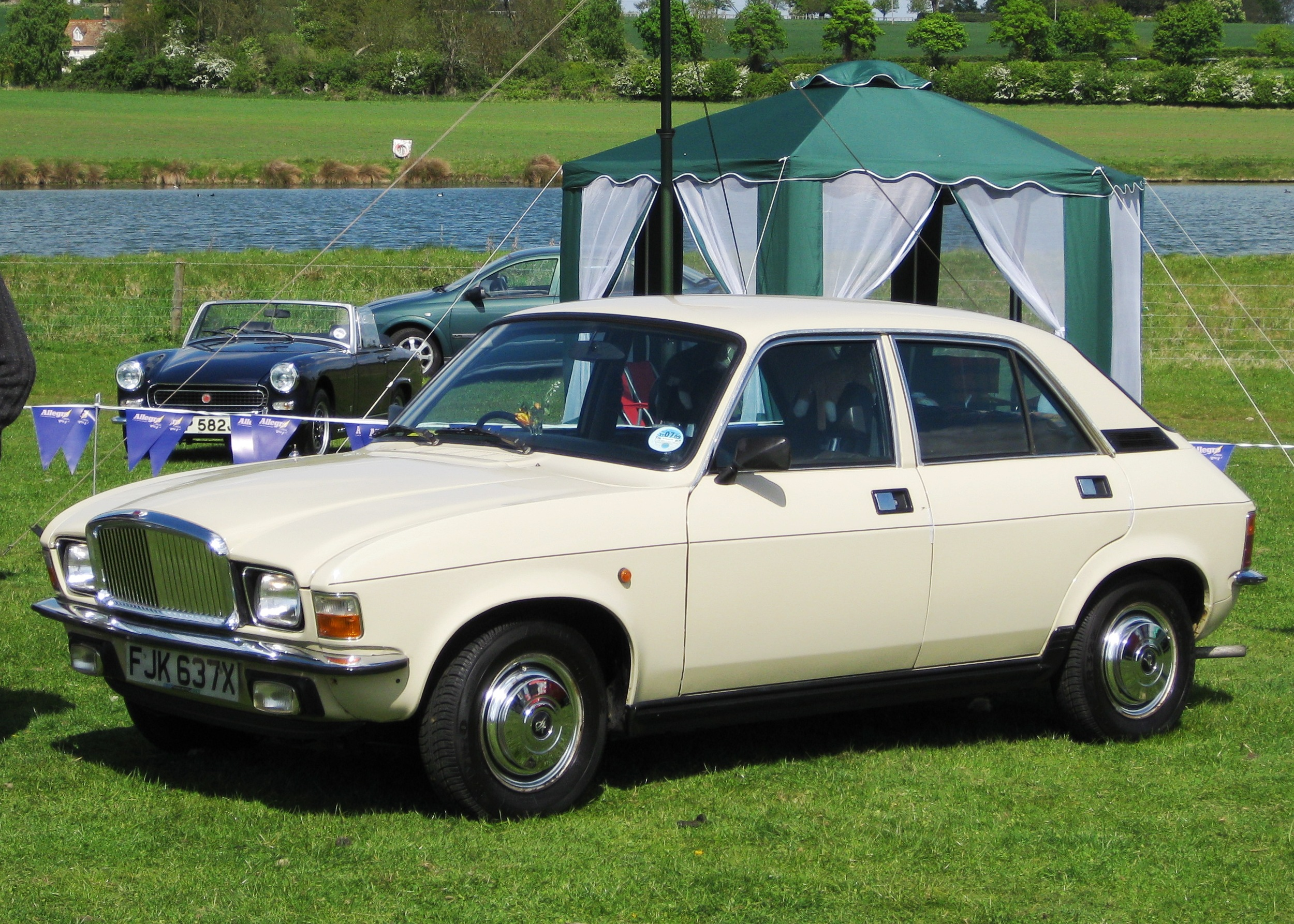
Vanden Plas 1.5 (1980)
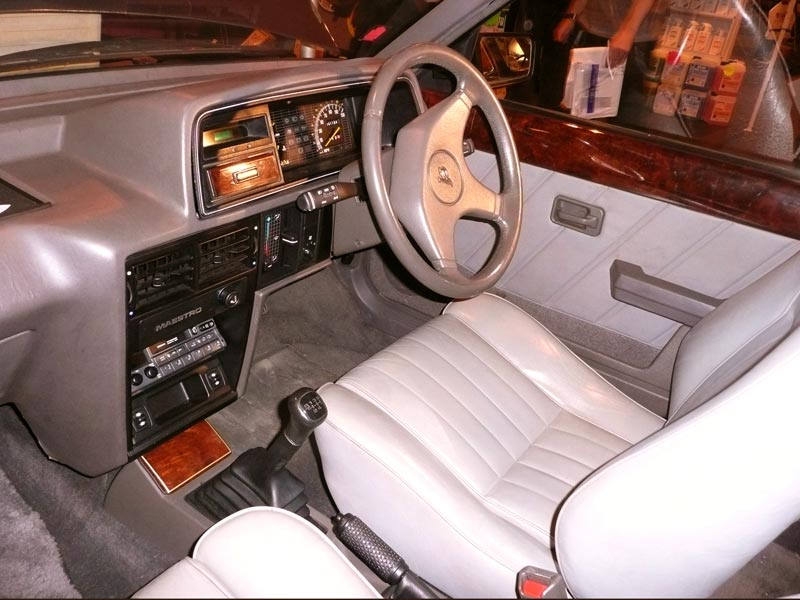
Interior de un Maestro Vanden Plas
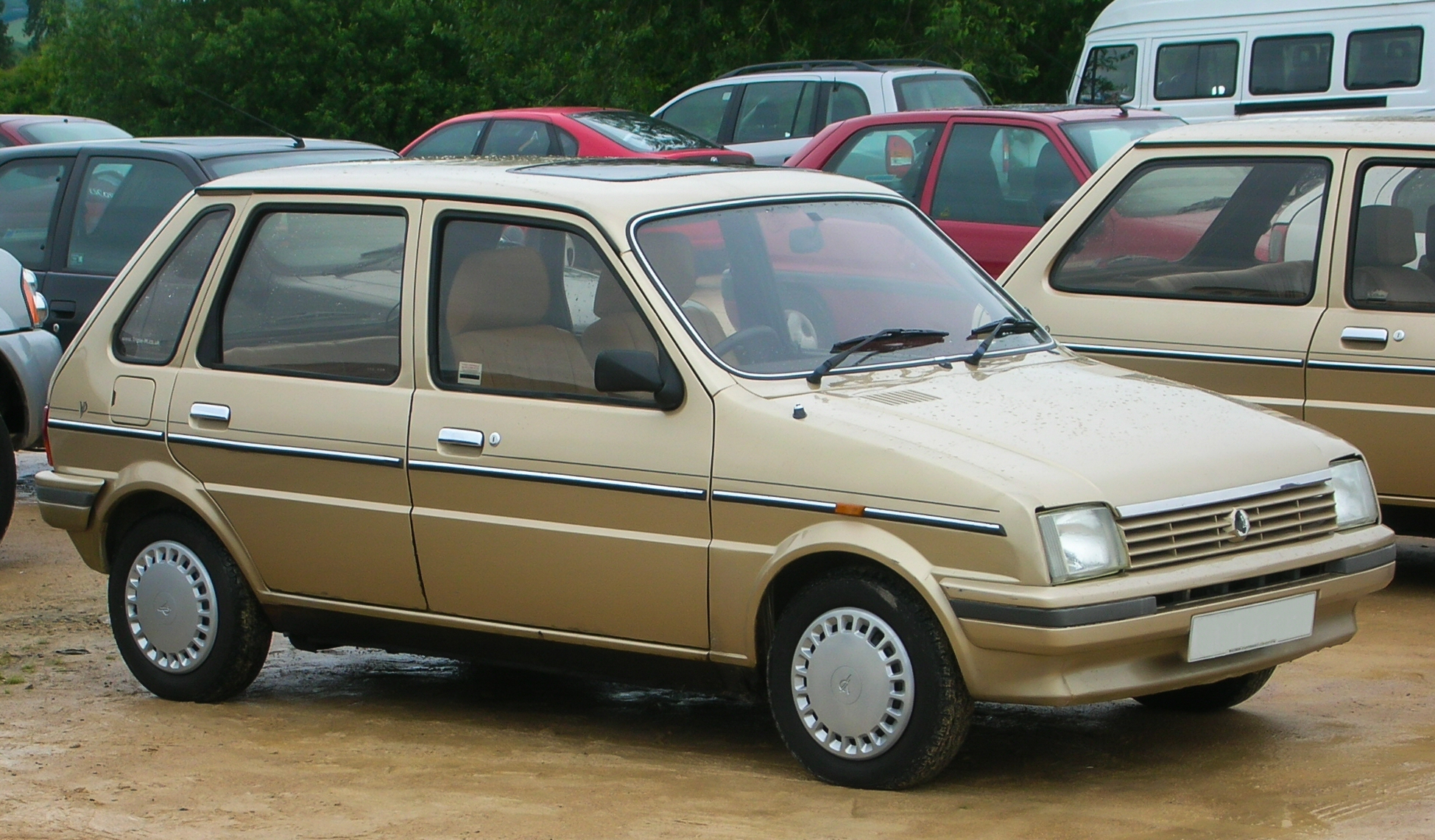
Metro Vanden Plas (1985)
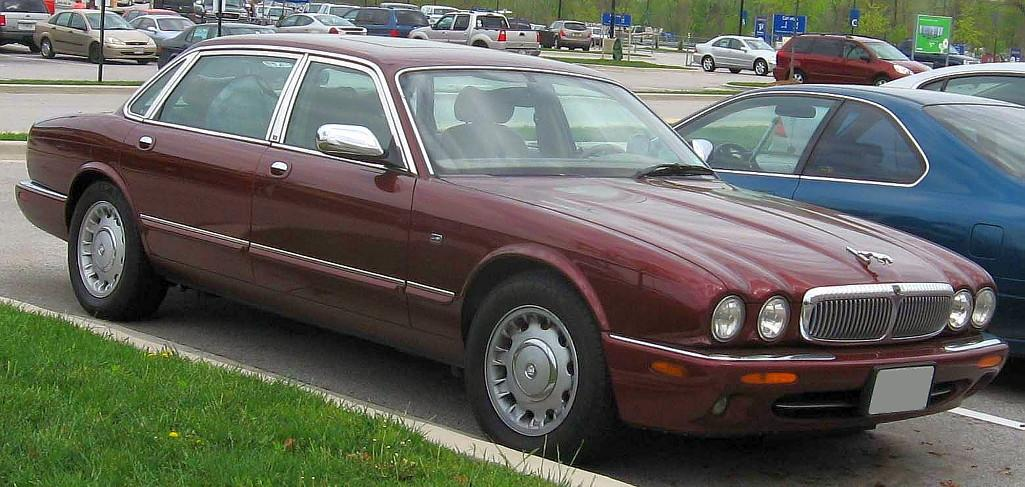
Daimler Super V8 con emblemas de Vanden Plas

En 1992, una empresa japonesa recreó el aspecto del Vanden Plas 1100/1300 en el Nissan Micra K11, lo que implicó replicar la parte delantera y trasera del  modelo original con un esquema de pintura de dos tonos tal como lucía el coche en la década de 1960.
El último automóvil británico del mercado del Reino Unido que llevó el nombre de Vanden Plas fue el Rover 75 a principios del siglo XXI.

## China
Los derechos del diseño de los automóviles Rover 75 y del Grupo MG (que anteriormente había sido MG Rover) fueron adquiridos por una empresa china,  Nanjing Automobile. Ford compró el nombre Rover al propietario anterior del Grupo Rover, BMW, para proteger la marca Land Rover de SAIC Motor, que quería el nombre Rover para uno de sus automóviles basado en el Rover 75 (Ford en ese momento era el propietario de Land Rover y de Jaguar). El nombre de Vanden Plas (excepto para América del Norte) y muchos otros nombres de Leyland fueron comprados por Nanjing Automobile.